# Léo Costa
Leonardo Costa, mais conhecido por Léo Costa (Franca, 27 de março de 1980), é um técnico brasileiro de times de basquete e ex-jogador desse esporte.

## Biografia
Aposentou-se como jogador em 2006 e desde então vem atuando como gestor de projetos de base e como técnico. Comandando o KTO Minas desde 2019, foi campeão da Copa Super 8 de Basquete (2021–2022) e do Torneio de Abertura em 2024. Em 2025 conseguiu, pela primeira vez, conduzir o time a final do Novo Basquete Brasil (NBB).

## Títulos
Minas
- Copa Super 8 de Basquete (2022) - campeão
- Torneio de Abertura do NBB (2024) - campeão
- Novo Basquete Brasil de 2024–25 - vice-campeão [5]

Individuais
- Melhor Técnico do Ano - NBB 2025 [6]